# Acadèmia Etrusca de Cortona
L'Acadèmia Etrusca, té la seu a Cortona, al Palazzo Casali.

## Història
L'Acadèmia Etrusca neix de l'anterior associació dels "Occulti", fundada a Cortona el 29 de desembre de 1726, formada per Ridolfino Venuti, Bartolomeo Buoni, Niccolò Marcello Venuti, Cristoforo Capulli, Francesco Cattani, Piero Antonio Laparelli, Giorgio Baldelli i Niccolò Vagnucci.
L'any següent, la institució va créixer de mida gràcies a la venda de la biblioteca personal i d'un interessant museu per part d'un erudit cortonès que feia temps que vivia a Roma, Onofrio Baldelli. En aquesta ocasió, els "Ocults" van canviar el seu nom pel d'Acadèmia de Ciències i Erudicions, per posteriorment transformar-se de nou en l'Acadèmia Etrusca d'Antiguitats i Inscripcions.
Potser va ser un nom lamentable, atès que els membres van sentir la necessitat d'especificar que no es dedicaven només a l'etruscologia. De fet, l'activitat anava dirigida a la recerca erudita, concretament a la Toscana.
Elements clau de la primera fase de la vida de l'Acadèmia van ser els germans Ridolfino, Filippo i Marcello Venuti.
En la seva desaparició, l'activitat de la institució va patir una forta desacceleració. La recuperació es va produir a finals del segle XIX, amb l'assumpció del càrrec de bibliotecari, primer, i de Lucumone (el més alt càrrec de l'Acadèmia) i després de Girolamo Mancini.
Al segle xx, importants acadèmics van ser el crític i historiador literari Pietro Pancrazi i l'historiador Ugo Procacci.